# إغتا
إغتا EGTA هو المصطلح المختصر لحمض الإيثيلين غليكول تيتراسيتيك أسيد، والذب هو عبارة عن عامل ممخلب لأيون الكالسيوم. صلب وليس له لَون. 
يستعمل في طب الاسنان.